# Harker Heights
Harker Heights es una ciudad ubicada en el condado de Bell, Texas, Estados Unidos. Tiene una población estimada, a mediados de 2022, de 34 102 habitantes.

## Geografía
La ciudad está ubicada en las coordenadas 31°3′24″N 97°38′39″O / 31.05667, -97.64417. Según la Oficina del Censo de los Estados Unidos, tiene una superficie total de 40.49 km², de la cual 40.47 km² corresponden a tierra firme y 0.12 km² están cubiertos de agua.

## Demografía

### Censo de 2020
Según el censo de 2020, en ese momento la ciudad tenía una población de 33 097 habitantes. La densidad de población era de 817.82 hab./km².
| Raza                   | Núm.   | Porc.  |
| ---------------------- | ------ | ------ |
| Blancos                | 15 478 | 46.77% |
| Afroamericanos         | 7596   | 22.95% |
| Amerindios             | 276    | 0.83%  |
| Asiáticos              | 1578   | 4.77%  |
| Isleños del Pacífico   | 440    | 1.33%  |
| De otras razas         | 2452   | 7.41%  |
| De una mezcla de razas | 5277   | 15.94% |
| Total                  | 33 097 | 100%   |

Del total de la población, el 22.23% eran hispanos o latinos de cualquier raza.

### Censo de 2010
Según el censo de 2010, en ese momento había 26 700 personas residiendo en Harker Heights. La densidad de población era de 677.06 hab./km². El 62.92% de los habitantes eran blancos, el 19.97% eran afroamericanos, el 0.98% eran amerindios, el 3.85% eran asiáticos, el 0.86% eran isleños del Pacífico, el 5.26% eran de otras razas y el 6.15% eran de una mezcla de razas. Del total de la población, el 18.43% eran hispanos o latinos de cualquier raza.